# Anita Borg
Anita Borg Naffz (Washington, 17 gennaio 1949 – Sonoma, 6 aprile 2003) è stata un'informatica statunitense, fondatrice di Institute for Women and Technology e di Grace Hopper Celebration of Women in Computing.

## Infanzia e studi
Anita Borg Naffz nacque a Chicago e passò la sua infanzia tra Palatine, Kaneohe e Mukilteo. Ottenne il suo primo lavoro come programmatrice nel 1969. Sebbene amasse la matematica durante il suo percorso scolastico, inizialmente non ebbe nessuna intenzione di lavorare nell'informatica e imparò a programmare mentre lavorava in una piccola compagnia di assicurazioni. Nel 1981 conseguì il dottorato in informatica presso la New York University per ricerche sull'efficienza della sincronizzazione dei sistemi operativi sotto la supervisione di Robert Dewar e Gerald Belpaire.

## Carriera
Dopo aver ricevuto il suo dottorato di ricerca, Borg trascorse quattro anni per costruire un sistema operativo basato su Unix tollerante ai guasti, prima con Auragen Systems Corp. di New Jersey e poi con Nixdorf Computer in Germania.
Nel 1986, iniziò a lavorare per la Digital Equipment Corporation, dove rimase per 12 anni, inizialmente al Western Research Laboratory. 
Mentre lavorava presso la Digital Equipment, sviluppò e brevettò un metodo per generare tracce complete di indirizzi per l'analisi e la progettazione di sistemi di memoria ad alta velocità. La sua esperienza nella gestione della mailing list Systers in continua espansione, che aveva fondato nel 1987, la portò a lavorare nel sistema di comunicazione delle e-mail. Come ingegnere consulente nel Network Systems Laboratory guidato da Brian Reid, sviluppò MECCA, un'e-mail e un sistema basato su web per comunicare all'interno delle comunità virtuali.
Nel 1997, Anita Borg lasciò la Digital Equipment Corporation e iniziò a lavorare come ricercatrice nell'ufficio del Chief Technology Officer presso Xerox PARC. 
Poco dopo aver iniziato il suo lavoro in Xerox, fondò l'Institute for Women and Technology, avendo fondato in precedenza la Grace Hopper Celebration of Women in Computing nel 1994.

### Sostegno per le donne nella tecnologia
Anita Borg si impegnò appassionatamente per una maggiore rappresentanza delle donne nelle aree tecniche. Il suo obiettivo era quello di ottenere una rappresentanza del 50% per le donne nell'informatica entro il 2020. Fece molto affinché venissero istituiti dei campi tecnici come luoghi in cui le donne sarebbero ugualmente rappresentate a tutti i livelli e in cui potrebbero avere un impatto e beneficiare della tecnologia.

### Systers
Nel 1987, Borg fondò Systers, la prima rete di email per donne in tecnologia. Durante la partecipazione al Simposio sui principi dei sistemi operativi (SOSP), rimase colpita dal fatto che poche donne erano presenti alla conferenza. Lei e altre sei o sette donne si incontrarono e parlarono di quante poche donne ci fossero nel mondo dei computer. Una dozzina di donne alla conferenza si organizzarono per pranzare insieme, e da qui nacque l'idea di Syster.
Systers fu creato per fornire uno spazio privato per i suoi membri, per cercare input e condividere consigli basati sulle esperienze comuni. L'appartenenza a Systers era limitata a donne con una formazione altamente tecnica e le discussioni erano strettamente limitate a questioni tecniche. Borg supervisionò Syster fino al 2000. Talvolta, Syster affrontò questioni che non erano altamente tecniche ma che riguardavano i suoi membri. Nel 1992, quando Mattel Inc. iniziò a vendere una bambola Barbie che diceva che l'ora di matematica era tosta, le voci di protesta che iniziarono dalla lista Systers giocarono un ruolo nel far sì che Mattel rimuovesse quella frase dal microchip di Barbie.

### Grace Hopper Celebration of Women in Computing
Nel 1994, Anita Borg e Telle Whitney fondarono la Grace Hopper Celebration of Women in Computing. Con l'idea iniziale di creare una conferenza da e per le donne nelle scienze informatiche, Borg e Whitney si erano incontrate a cena e senza la minima idea di come organizzare una conferenza, iniziarono a riflettere su come impostare il lavoro. Il primo Grace Hopper Celebration of Women in Computing si tenne a Washington, nel giugno 1994 e riunì 500 donne in tecnologia.

### Institute for Women and Technology
Nel 1997, Borg fondò l'Institute for Women and Technology (ora l'Anita Borg Institute for Women and Technology, nominata migliore compagnia per le donne in ambito technologico nella Silicon Valley). I due importanti obiettivi alla base dell'organizzazione erano aumentare la rappresentanza delle donne nei settori tecnici e consentire una maggiore produzione tecnologia da parte delle donne. Nel momento della fondazione, l'istituto fu ospitato presso Xerox PARC, sebbene fosse un'organizzazione indipendente senza scopo di lucro. L'Istituto fu creato per essere un'organizzazione sperimentale di ricerca e sviluppo che si concentra sull'aumento dell'impatto delle donne nella tecnologia e sull'impatto della tecnologia sulle donne di tutto il mondo. L'istituto gestisce una serie di programmi per aumentare il ruolo della tecnologia, costruire una canale di collaborazione di donne in ambito tecnico e garantire che le voci delle donne influiscano negli sviluppi tecnologici.
Nel 2002, TEelle Whitney è diventata presidente e CEO e nel 2003 l'istituzione fu ribattezzata in onore di Anita Borg. Fin dalla sua fondazione, l'Anita Borg Institute for Women and Technology aveva aumentato i suoi programmi negli Stati Uniti e si è espanso a livello internazionale, più che quadruplicando in termini di dimensioni. L'istituto, durante le celebrazioni di Grace Hopper, assegna il Technical Leadership Abie Award (premio del valore di 20.000 dollari) a donne che hanno sviluppato prodotti o creato innovazione con notevole impatto sulla società o sul business, avendo come criteri i contributi alla tecnologia, l'impatto globale e l'impatto sulla comunità delle donne in tecnologia. Negli anni il premio è stato vinto da Lydia E. Kavraki (componente della National Academy of Medicine, premio vinto nel 2015), Anna Patterson (cofondatrice del motore di ricerca Cuil, 2016), Diane Greene (ex CEO di VMware, 2017).

## Premi e riconoscimenti
Fu riconosciuta per i suoi successi nell'informatica, nonché per il suo lavoro a favore delle donne nell'informatica. Ricevette l'Augusta Ada Lovelace Award dall'Associazione per le donne in informatica per il suo lavoro a favore delle donne nel campo dell'informatica nel 1995. Nel 1996 venne nominata membro dell'Association for Computing Machinery. Nel 1999, il presidente Bill Clinton la nominò alla Commissione presidenziale per l'avanzamento delle donne e delle minoranze in scienza, ingegneria e tecnologia. Fu incaricata di raccomandare strategie alla nazione per aumentare la partecipazione delle donne.
Nel 2002, ricevette l'ottavo premio annuale Heinz Award per la tecnologia, l'economia e l'occupazione. Sempre nel 2002, Borg conseguì la laurea honoris causa in scienze e tecnologia presso la Carnegie Mellon University.
Ricevette il EFF Pioneer Award da Electronic Frontier Foundation ed ottenne un riconoscimento da parte di Girl Scouts degli Stati Uniti, oltre che essere presente nella lista Top 100 Women In Computing della rivista Open Computing. Fu anche membro del consiglio di amministrazione della Computing Research Association ed membro del Comitato per le donne in scienze e ingegneria del Consiglio Nazionale delle Ricerche.

## Eredità
Nel 1999, a Borg fu diagnosticato un tumore al cervello. Continuò a guidare l'Institute for Women and Technology fino al 2002. Morì il 6 aprile 2003, a Sonoma, California.
Nel 2003 l'Institute for Women and Technology fu rinominato Anita Borg Institute for Women and Technology, in suo onore.
Molti altri premi e programmi furono intitolati ad Anita Borg per onorare il suo lavoro. Google istituì la borsa di studio Google Anita Borg Memorial nel 2004. A partire dal 2017 questo programma è noto come il programma di studio Women Techmakers. Il programma si è ampliato per includere donne in Canada, Australia, Nuova Zelanda, Europa, Nord Africa e Medio Oriente. UNSW School of Computer Science and Engineering offre il Premio Anita Borg, nominato in suo onore.